# Felicità (album)
Felicità este un album a lui Al Bano & Romina Power, publicat în toată lumea datorită succesului mondial a hiturilor Felicità, clasificată pe locul 2 la Festivalul Sanremo din același an, Sharazan, Il ballo del qua qua și noua versiune a piesei Prima notte d'amore. Este unul din cele mai vândute albume din cariera lor. Melodia Aria pura, deși a fost publicată și pe albumul precedent, a fost din nou înregistrată pentru o versiune diversă pentru a fi prezentată la TV ca deschidere a emisiunii "Domenica in" de pe RAI 1, fapt pentru care albumul în Italia a fost publicat cu titlul Aria pura (ușor confundabil ca titlu cu albumul precedent din 1979) în timp ce în alte țări a avut titlul "Felicità". Piesa E fu subito amore este o nouă versiune a melodiei We'll live it all again din 1976. Pentru Spania, America de Sud și America Latină a fost înregistrată varianta în limba spaniolă a albumului intitulată Felicidad. în 1985 discul a fost publicat și în țările din Uniunea Sovietică cu titlul Аль Бано И Ромина Пауэр, conținând piesele originale de pe discul italian mai puțin Prima notte d'amore și Caro Gesù care au fost cenzurate.

## Track list

### Felicità
Varianta italiană a albumului, cunoscută și cu tilul "Aria pura" sau "Аль Бано И Ромина Пауэр" în Uniunea Sovietică
1. "Aria pura" (Albano Carrisi, Romina Power)  - 3:12
2. "Felicità" (Cristiano Minellono, Dario Farina, Gino De Stefani)  - 3:13
3. "Prima notte d'amore" (Albano Carrisi, Romina Power)  - 2:55
4. "Sharazan" (Albano Carrisi, Ciro Dammicco, Romina Power)  - 4:45
5. "Il ballo del qua qua" (Lorenzo Raggi, Romina Power, Terry Rendall, Werner Thomas)  - 2:45
6. "Angeli" (Cristiano Minellono, Dario Farina)  - 3:25
7. "E fu subito amore" (Albano Carrisi, Romina Power)  - 3:53
8. "Canto di libertà" (Albano Carrisi, Romina Power)  - 2:01
9. "Caro Gesù" (Albano Carrisi, Romina Power)  - 3:52
10. "Arrivederci a Bahia" (Cristiano Minellono, Dario Farina)  - 3:06

## Track list

### Felicidad
Varianta spaniolă a albumului publicată în Spania, America de Sud și America Latină
1. "Felicidad" (Cristiano Minellono, Dario Farina, Gino De Stefani)  - 3:13
2. "Nuestra primera noche" (Albano Carrisi, Romina Power)  - 2:55
3. "Canto de libertad" (Albano Carrisi, Romina Power)  - 2:01
4. "Il ballo del qua qua" (Lorenzo Raggi, Romina Power, Terry Rendall, Werner Thomas)  - 2:45
5. "Arrivederci en Bahia" (Cristiano Minellono, Dario Farina)  - 3:06
6. "Aire puro" (Albano Carrisi, Romina Power)  - 3:12
7. "Oye Jesus" (Albano Carrisi, Romina Power)  - 3:52
8. "Vivirlo otra vez" (Albano Carrisi, Romina Power)  - 3:53
9. "Sharazan" (Albano Carrisi, Ciro Dammicco, Romina Power)  - 4:45
10. "Angeles" (Cristiano Minellono, Dario Farina)  - 3:25